# Тюффе, Элоди
Элоди Тюффе (фр. Élodie Touffet; род. 17 февраля 1980, Франция) — французская и таитянская шоссейная велогонщица.

## Карьера
Её карьера пришлась на середину 2000-е года когда она выступала за команды Les Pruneaux d'Agen, Menikini-Selle Italia и Gauss RDZ Ormu.
За это время приняла участие почти во всех гонках входивших на тот момент в Женский мировой шоссейный кубок UCI — Австралиа Ворлд Кап, Гран-при Плуэ — Бретань, Монреаль Ворлд Кап, Нью Зиланд Ворлд Кап, Опен Воргорда RR, Трофей Альфредо Бинды — коммуны Читтильо, Тур Берна, Тур Нюрнберга, Тур Роттердама, Тур Фландрии и Флеш Валонь Фамм.
Помимо этого стартовала на гонках в рамках Женского мирового шоссейного календаря UCI — престижных многодневных гонках Джиро Роза и Тур де л'Од феминин; однодневных гонках Туре Новой Зеландии и Туре Джелонга в Океании; Туре Большого Монреаля и Туре Острова Принца Эдуарда в Канаде; Гран-при Санта-Аны и Вуэльте Сальвадора в Центральной Америки; Холланд Ледис Тур, Джиро ди Сан-Марино и Туре Бохума в Европе.
Стала третьей на Кубке Франции в 2006 году и завоевала бронзу на чемпионате Франции в групповая гонка в 2007 году. Представляла Францию на трёх чемпионатах мира — 2005, 2007 и 2008 года.
В 2009 году перешла в Garmin-Cervélo, но практически сразу получила обвинение в употреблении допинг. Её новая команда сначала отстранила её от соревнований, а через несколько месяцев приостановила контракт по обоюдному согласию сторон. После этого в течение года Элоди Тюффе пыталась найти новую команду продолжая тренировки. Позднее стала работает помощницей по уходу за пожилыми людьми и инвалидами.
В середине сентября 2022 года чемпионат мира проходил в австралийском Вуллонгонге. На него для участия в смешанной эстафете в порядке исключения были приглашены сборные Новой Каледонии и Таити. Хотя их ассоциации являются ассоциированными членами Конфедерации велоспорта Океании, они зависят от федерации велоспорта Франции и, следовательно, не имеют прямого отношения к UCI, поэтому их спортсмены обычно должны выступать в составе национальной сборной Франции. Элоди Тюффе, не выступавшая к тому моменту уже больше 10 лет, была включёна в состав сборной Таити которая в смешанной эстафете заняла 14-е место среди 16-и участвовавших команд.

## Достижения
2000
2-й этап на Тур Приморской Шаранты
2001
2-я на Trophée féminin du Crédit Immobilier
2-я на Тур Приморской Шаранты
3-я на Хроно Наций
2004
Шоле — Земли Луары
Ледис Берри Классик Шер
3-я на Ледис Берри Классик Эндр
2005
1-й этап на Трофи д’Ор
2-я на Шоле — Земли Луары
3-я на Кубок Франции
2006
3-я Чемпионат Франции — групповая гонка
2007
2-я на Тур Дренте
10-я на Гран-при Плуэ — Бретань

### Статистика выступления наГранд-турах
| Гонка / Год          | 2004           | 2005           | 2006 | 2007 | 2008 |
| -------------------- | -------------- | -------------- | ---- | ---- | ---- |
| Рут де Франс феминин | не проводилась | не проводилась | 31   | —    | 12   |
| Тур де л'Од феминин  | 70             | DNF            | 55   | —    | 49   |
| Джиро д’Италия Донне | —              | —              | 41   | 68   | DNF  |

## Рейтинги
| Год                 | 2005 | 2006 | 2007 | 2008  |
| ------------------- | ---- | ---- | ---- | ----- |
| Мировой рейтинг UCI | 82-й | 58-й | 55-й | 148-й |
|                     |      |      |      |       |
| Источник: UCI       |      |      |      |       |